# Автомагістраль G11 Хеган-Далянь
Автомагістраль Хеган-Далянь (кит.: 鹤岗—大连高速公路), позначається як G11 і зазвичай називається швидкісною магістраллю Хеда (кит.: 鹤大高速公路) — швидкісна дорога, що з'єднує міста Хеган, Хейлунцзян, Китай, і Далянь, Ляонін. Після повного завершення буде 1,390 км у довжини. Швидкісна дорога на всій своїй довжині проходить паралельно до Китайського національного шосе 201.
Швидкісна дорога в основному завершена. Однак ділянка, яка проходить через центральну частину Цзямусі, не була побудована за стандартами швидкісних доріг. Досягнувши Цзямусі, транспортні засоби щоб доїхати до Хегану повинні з'їхати зі швидкісної дороги та проїхати 11 км зі зниженою швидкістю перед виїздом на кінцеву ділянку швидкісної дороги на Хеган.